# David A. Cherry
David Alan Cherry, né le 14 décembre 1949 à Lawton en Oklahoma, est un artiste américain œuvrant surtout dans les domaines de la science-fiction et de la fantasy. Finaliste onze fois pour le prix Hugo et 18 fois pour le Chesley Awards, qu'il a remporté 8 fois. Il a également été l'un des présidents de l'Association of Science Fiction and Fantasy Artists (en).

## Biographie
Cherry est le frère de l'écrivaine C. J. Cherryh. Il a d'ailleurs illustré plusieurs couvertures des livres de sa sœur, ainsi que certains de Marion Zimmer Bradley, Robert Asprin, Lynn Abbey (la série Thieves' World (en)) et Piers Anthony.